# ادوین آستین ابی
 ادوین آستین ابی (انگلیسی: Edwin Austin Abbey؛ زاده ۱ آوریل ۱۸۵۲ درگذشته ۱ اوت ۱۹۱۱) یک نقاش اهل ایالات متحده آمریکا بود.

## نگارخانه

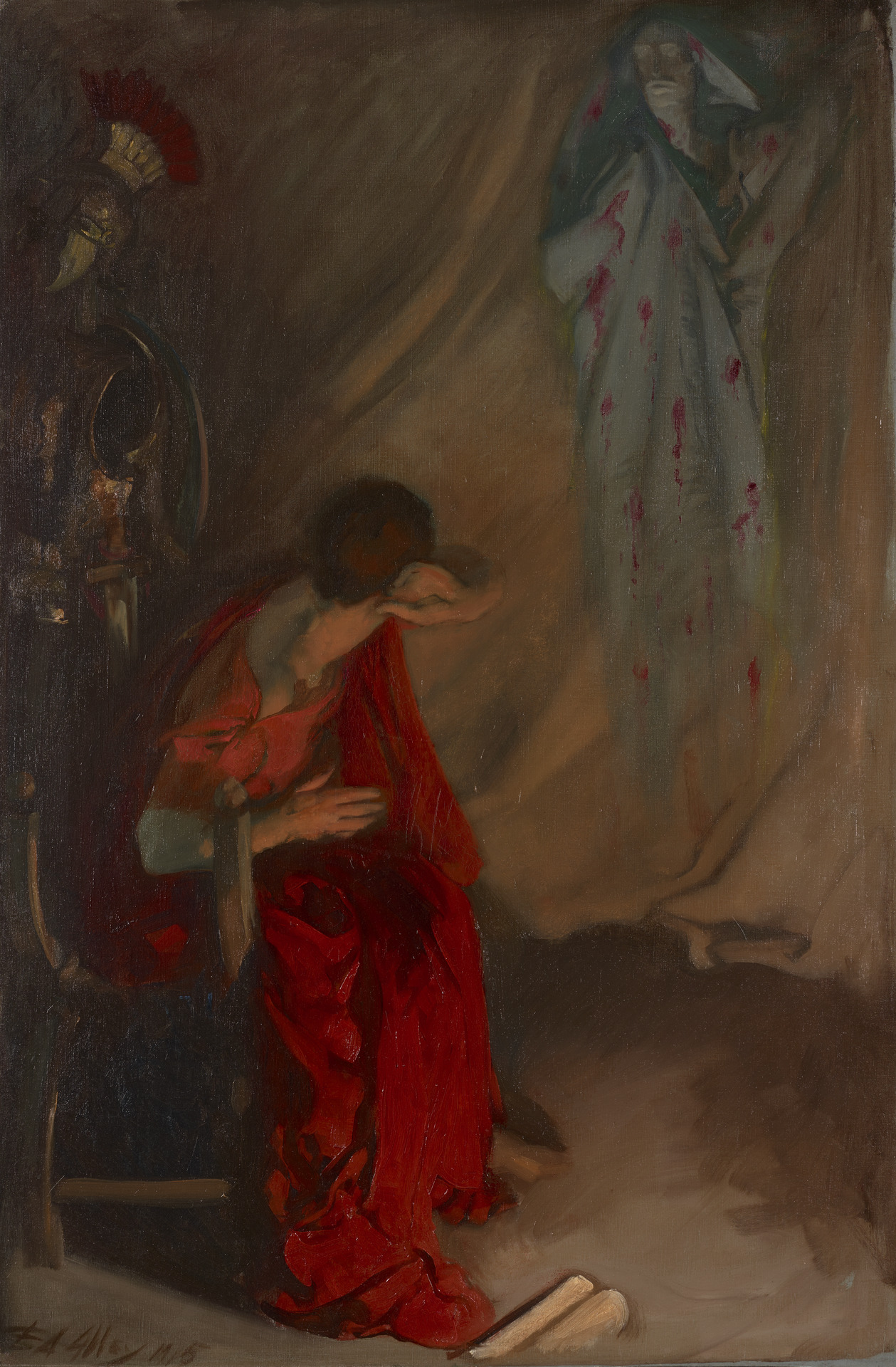
روح سزار وارد خیمه بروتوس می‌شود (بخشی از پرده‌ی سوم نمایشنامه ژولیوس سزار اثر شکسپیر)